# Gianluca Grasso
Gianluca Grasso (San Paolo, 3 dicembre 1995) è un pallavolista e dirigente sportivo brasiliano naturalizzato portoricano, schiacciatore dei Mets de Guaynabo e presidente dei Texas Tyrants.

## Biografia
Proviene da una famiglia fortemente legata alla pallavolo: è figlio dell'ex pallavolista e allenatore Mauro Grasso e dell'ex pallavolista Rejane Fritz; suo fratello Marco ha giocato a pallavolo per la Pacific e la Ohio State e sua sorella Carol ha giocato per il Salt Lake e la CSU Bakersfield.

## Carriera

### Club
La carriera di Gianluca Grasso inizia giocando nei tornei scolastici portoricani per due anni. In seguito resta brevemente inattivo per poter frequentare la Andrews Osborne Academy, in Ohio. Gioca quindi per un'annata nella CCCAA con l'Orange Coast, prima di approdare alla Southern California, partecipando alla NCAA Division I dal 2017 al 2019.
Firma il suo primo contratto professionistico a Porto Rico, partecipando alla Liga de Voleibol Superior Masculino 2019 coi Mulos de Juncos, venendo premiato come miglior esordiente del torneo. In seguito partecipa allo NVA Showcase 2020 coi Las Vegas Ramblers e alla NVA 2021 con i Texas Tyrants, franchigia di cui è presidente, venendo premiato come miglior schiacciatore del torneo. 
Torna quindi a Porto Rico per prendere parte alla Liga de Voleibol Superior Masculino 2021 coi Caribes de San Sebastián. Dopo aver disputato la NVA 2022 coi Texas Tyrants, nella stagione 2022-23 è di scena a Israele, partecipando alla Premier League con il Maccabi Tel Aviv, vincendo lo scudetto e la coppa nazionale.
Dopo aver disputato la NVA 2023 nuovamente coi Texas Tyrants, per la Liga de Voleibol Superior Masculino 2024 viene ingaggiato dai Mets de Guaynabo, venendo premiato come miglior ritorno.

## Palmarès

### Club
- Campionato israeliano: 1

2022-23
- Coppa d'Israele: 1

2022-23

### Premi individuali
- 2019 - Liga de Voleibol Superior Masculino: Miglior esordiente
- 2021 - NVA: Miglior schiacciatore
- 2024 - Liga de Voleibol Superior Masculino: Miglior ritorno